# Nuria Torray
Nuria Torra Resplandi, más conocida como Nuria Torray (Barcelona, 24 de septiembre de 1934 – † Madrid, 8 de junio de 2004) fue una actriz española.

## Biografía
Compaginó sus estudios de Filosofía y Letras con actuaciones no profesionales en el Teatro Español Universitario. Pronto el director de escena José Tamayo se fija en ella y de su mano inicia su trayectoria profesional, e interpreta Las brujas de Salem en el Teatro Español de Madrid y más tarde se hace con el personaje principal en Irma la dulce. A destacar igualmente su Doña Inés en el Tenorio realizado por Tamayo en 1960 y su participación en los montajes de ¿Quién quiere una copla del Arcipreste de Hita? (1965), de José Martín Recuerda, Los siete infantes de Lara (1966), de Lope de Vega. y Águila de blasón (1966), de Valle-Inclán, realizados todos ellos por Adolfo Marsillach.
Poco después inicia su relación profesional con el que luego sería su marido, el director Juan Guerrero Zamora, que la dirigió en La sonrisa de la Gioconda (1951) de Aldous Huxley y con la que se convierte en uno de los rostros más asiduos de Televisión Española en los años sesenta y setenta, llegando a protagonizar las series Un mito llamado (1979) y La Celestina (1983).
En cine debutó en 1956 y pese a su calidad interpretativa nunca terminó de consolidar una carrera cinematográfica sustantiva, abandonando el medio desencantada en 1971 cuando rueda La casa de las muertas vivientes. 
En 1991 interpreta el personaje principal de Lisístrata en el Festival de Teatro Clásico de Mérida. Su retirada de los escenarios se produjo en 1995 con la obra Mi querida familia, de Neil Simon, que le valió el Premio Ercilla
Falleció la madrugada del 8 de junio de 2004 en Madrid, en la Clínica Madrid en la que llevaba ingresada un mes y medio, a consecuencia de un cáncer de colon. Su cuerpo fue incinerado en el cementerio de La Almudena.
Madre de la actriz Alejandra Torray.

## Teatro (selección)
- La sonrisa de la Gioconda (1951), de Aldous Huxley.
- La estrella de Sevilla (1958), de Félix Lope de Vega
- ¿Quién quiere una copla del Arcipreste de Hita? (1965), de José Martín Recuerda.
- Los siete infantes de Lara (1966), de Lope de Vega.
- Águila de blasón (1966), de Valle-Inclán.
- Las cítaras colgadas de los árboles (1974), de Antonio Gala.
- Lisístrata (1991), de Aristófanes
- Mi querida familia (1995), de Neil Simon

## Filmografía
- 1972 La casa de las muertas vivientes
- 1971 El bosque del lobo
- 1969 La muchacha del Nilo
- 1969 La reverencia
- 1968 El siervo de Dios
- 1968 Camino de la verdad
- 1967 Los amores difíciles
- 1967 Los siete de Pancho Villa
- 1967 El halcón de Castilla
- 1967 El amor brujo
- 1966 Las salvajes en Puente San Gil
- 1966 Una novia relámpago
- 1966 Dos mil dólares por Coyote
- 1966 Mestizo
- 1965 Albergues y paradores
- 1965 Diálogos de la paz
- 1964 Prohibido soñar
- 1964 El señor de La Salle
- 1964 El hombre de la diligencia
- 1964 Juegos peligrosos
- 1963 Benigno, hermano mío
- 1963 Se vive una vez
- 1963 La becerrada
- 1962 Dar la cara
- 1962 Una jaula no tiene secretos
- 1962 Accidente 703
- 1961 ¡Aquí están las vicetiples!
- 1957 Un marido de ida y vuelta
- 1957 Maravilla
- 1956 Susana y yo

## Televisión
- El meu avi (2003).
- Primera función 
  - 19/10/1989 Madrugada
- La Celestina (1983)
- El actor y sus personajes (1981)
- Un mito llamado 
  - 10/05/1979 Medea
  - 03/05/1979 Gea
  - 22/03/1979 Numancia
  - 01/03/1979 Electra
  - 22/02/1979 Nora
  - 15/02/1979 El tiempo
  - 08/02/1979 Antígona
  - 01/02/1979 Fedra
  - 25/01/1979 Alcestes
  - 18/01/1979 Ifigenia
  - 11/01/1979 Dulcinea
- Teatro Club
  - 30/03/1976 Mañana te lo diré
- El Teatro 
  - 03/02/1975 Fuenteovejuna
- Noche de teatro
  - 26/04/1974 Irma, la Dulce
- Ficciones
  - 23/03/1972 La historia de Leonora y Beatriz
- Hora once
  - 03/06/1971 La pródiga
- Sospecha 
  - 03/07/1971 La escalada de la Señora Stitch
  - 22/06/1971 Laberinto mortal
  - 13/04/1971 La isla de la muerte
- La risa española
  - 07/07/1966 Cleopatra Martínez
- Estudio 1 
  - 05/10/1980 Los padres terribles
  - 13/02/1977 El Caballero de la mano en el pecho
  - 16/02/1976 El malentendido
  - 09/04/1970 Cándida
  - 26/03/1970 El gran teatro del mundo
  - 03/03/1970 La señorita Julia
  - 18/11/1969 El farsante de Occidente
  - 21/10/1969 El gran teatro del mundo
  - 04/03/1969 La posadera
  - 19/11/1968 Ondina
  - 19/03/1968 La desconcertante señora Savage
  - 27/02/1968 La malquerida
  - 17/10/1967 La bella Dorotea
  - 14/09/1966 Las mocedades del Cid
  - 03/08/1966 Una doncella francesa
  - 15/06/1966 Más allá del horizonte
- La pequeña comedia
  - 02/04/1966 Sala de espera
- Tiempo y hora 
  - 27/03/1966 La casualidad
  - 06/03/1966 Farsa de la escoba
- Novela 
  - 24/05/1976 El collar de la reina
  - 12/07/1971 El amor de Dennis Haggerty
  - 16/11/1965 Marianela
- Gran teatro
  - 05/04/1964 El amor de los cuatro coroneles
- Primera fila 
  - 03/02/1965 Adiós, Mimí Pompón
  - 27/01/1965 Suspenso en amor
  - 01/07/1964 Siegfried
  - 03/05/1964 Pigmalión
  - 19/02/1964 Los endemoniados
- Confidencias 
  - 21/11/1964 Por la puerta grande
  - 17/10/1964 Las cosas sencillas
  - 19/06/1964 Román y Marisa
  - 05/06/1964 Esto es amor
  - 14/02/1964 Cuando no pasa nada
- Las enfermeras (1963)

## Premios
- Antena de Oro (1962).
- Premio del Sindicato Nacional del Espectáculo (1965).
- Premio del Festival de Mar del Plata (1965).
- Premio Ondas a la mejor actriz de Televisión (1966).
- Premio Ercilla de Teatro (1995).